# テレビ将棋対局
『テレビ将棋対局』（テレビ・しょうぎたいきょく）はテレビ東京（1981年9月30日まで東京12チャンネル）で、1972年8月6日から2003年3月30日まで放送された将棋のテレビ棋戦の番組である。囲碁の日曜囲碁対局とともに長年にわたり視聴者に親しまれた。

## 概要
1972年8月6日、民放テレビ局で初の主催となる「早指し将棋選手権」という大会が開催されたのをきっかけに誕生。当初は半年間を1つの区切りとした年2回のシリーズだったが、1978年から1年間をかけての開催に変更。1982年に満30歳以下を対象とした若手限定大会「早指し新鋭戦」を新設し、およそ半年ごとに「早指し将棋選手権大会」と交互に開催する形式を取り、2003年3月30日終了まで続けた。
開始当初から1972年9月24日まではモノクロ放送、1972年10月1日以降はカラー放送を実施。
放送第一回の対局は、森雞二六段対滝誠一郎四段戦（段位はいずれも当時）。対局は森が勝利している。
1982年度以降の各棋戦出場者は以下の基準で選抜されていた。
「早指し選手権戦」（36名選抜）　
- 前回選手権ベスト4進出者
- 早指し新鋭戦ファイナリスト
- 前年度の七大タイトル保持者
- 過去10年間の同大会優勝者
- 前年度の七大タイトル戦出場者および一般棋戦優勝者
- 竜王ランキング戦1組在籍者
- 順位戦順位上位16名
- 各タイトル戦における永世称号呼称者
- 上記条件に該当する棋士が36名に満たなかった場合は予選を実施し、予選勝抜者が選手権戦出場となる[6]

「早指し新鋭戦」（16名選抜）
- 30歳以下の成績優秀棋士15名
- 女流棋士1名[7]

毎回島田良夫（テレビ東京アナウンサー→定年後はフリーアナウンサーとして出演）が進行役を務め「テレビ将棋対局の時間でございます。朝のひと時を早指し将棋でお楽しみください」と挨拶した。

## 放送時間
（出典：）
| 放送期間   | 放送期間   | 放送時間（日本時間）               |
| ---------- | ---------- | ---------------------------------- |
| 1972.08.06 | 1973.06.10 | 日曜 16:00 - 17:00（60分）         |
| 1973.06.17 | 1975.09.28 | 日曜 16:00 - 16:55（55分）         |
| 1975.10.05 | 1978.03.26 | 日曜 16:00 - 16:54（54分）         |
| 1978.04.08 | 1979.03.31 | 土曜 8:00 - 8:54（54分）           |
| 1979.04.08 | 1980.03.30 | 日曜 1:30 - 2:24（54分、土曜深夜） |
| 1980.04.05 | 1982.09.25 | 土曜 8:00 - 8:54（54分）           |
| 1982.10.02 | 1984.02.04 | 土曜 7:30 - 8:24（54分）           |
| 1984.02.11 | 1986.03.29 | 土曜 7:30 - 8:30（60分）           |
| 1986.04.05 | 1988.03.26 | 土曜 7:30 - 8:15（45分）           |
| 1988.04.02 | 1996.09.28 | 土曜 6:00 - 6:45（45分）           |
| 1996.10.05 | 1997.03.29 | 土曜 5:45 - 6:30（45分）           |
| 1997.04.06 | 2002.03.31 | 日曜 5:15 - 6:00（45分）           |
| 2002.04.07 | 2002.09.29 | 日曜 5:30 - 6:00（30分）           |
| 2002.10.06 | 2003.03.30 | 日曜 5:15 - 5:45（30分）           |